# جورج مک‌دافی
جورج مک‌دافی (به انگلیسی: George McDuffie) سناتور سابق عضو حزب دموکرات ایالات متحده آمریکا بود. وی در سال ۱۸۴۲ تا ۱۸۴۶ میلادی سناتور ایالت کارولینای جنوبی در سنای ایالات متحده آمریکا بود.